# Sông Đà

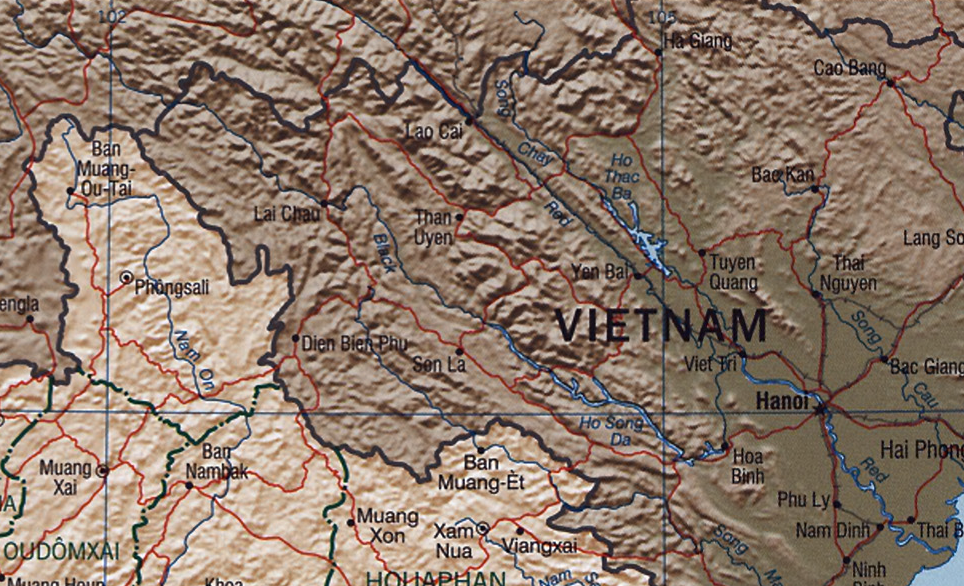
Sông Đà.

Sông Đà (còn gọi là sông Bờ hay Đà Giang) là phụ lưu lớn nhất của sông Hồng. Sông dài 927 km (có tài liệu ghi 983 km hoặc 910 km), diện tích lưu vực là 52.900 km². Dòng chính bắt nguồn từ núi Vô Lượng, tỉnh Vân Nam, Trung Quốc, chảy theo hướng Tây Bắc - Đông Nam để rồi nhập với sông Hồng ở Phú Thọ.
Trong một số tiếng châu Âu, tên sông Đà được dịch là "sông Đen" (tiếng Pháp: rivière Noire; tiếng Anh: Black River). Tên này không có nguồn gốc tiếng Việt, mà là do hồi giữa thế kỷ XIX khi người Pháp vẽ bản đồ Bắc Kỳ, ví dụ "Bản đồ Bắc Kỳ năm 1879" của Jean Dupuis, khi thấy "sông Hồng" gọi là "fleuve Rouge" (sông Đỏ) thì đã dùng "rivière Noire" ghi cho sông Đà, "rivière Claire" (sông Sáng) cho sông Lô.

## Ở Trung Quốc
Đoạn thượng nguồn sông Đà ở Trung Quốc, được gọi là Lý Tiên Giang (Lixian Jiang, 李仙江), do 2 nhánh Bả Biên Giang và A Mặc Giang hợp thành. Đoạn này dài khoảng 400 km từ núi Nguy Bảo (巍寶山) ở huyện tự trị người Di người Hồi Nguy Sơn phía Nam châu tự trị dân tộc Bạch Đại Lý chảy theo hướng Tây Bắc - Đông Nam qua Phổ Nhĩ.
Các phụ lưu của Lý Tiên Giang gồm:
- Tiểu Hắc Giang (小黒江) bắt nguồn từ Trung Quốc, làm thành biên giới tự nhiên giữa Việt Nam và Trung Quốc rồi hợp lưu với Lý Tiên Giang ngay biên giới ở xã Mù Cả, Mường Tè, Lai Châu. Phụ lưu này lại có 2 phụ lưu nhỏ hợp lưu tại Lục Xuân là:
  - Mãnh Mạn (Mengman) bắt nguồn từ Lục Xuân
  - Tra Ma (渣嗎河) bắt nguồn từ Lục Xuân
- A Mặc Giang mà đoạn thượng lưu có nhiều tên gọi địa phương khác bắt nguồn từ Cảnh Đông
  - Tứ Nam hợp lưu với A Mặc Giang ở huyện Mặc Giang
  - Hoa Kiều hợp lưu với A Mặc Giang ở Tân Bình, Ngọc Khê
- Bả Biên Giang có đoạn thượng nguồn gọi là Xuyên Hà bắt nguồn từ huyện tự trị dân tộc Di Nam Giản
  - Mengye bắt nguồn từ Giang Thành, Phổ Nhĩ chảy vòng vèo từ Bắc xuống Nam rồi từ Đông sang Tây rồi lại từ Nam lên Bắc, hợp lưu với Bả Biên Giang ngay trong Giang Thành
  - Nanjian hợp lưu với Xuyên Hà ở huyện tự trị dân tộc Di Cảnh Đông.
  - Đại Bá Hà (大壩河) mà phần thượng nguồn gọi là Wenbu cũng hợp lưu với Xuyên Hà ở Cảnh Đông.
  - Ngõa Vĩ Hà (瓦偉河) hợp lưu với Xuyên Hà cũng ở Cảnh Đông

## Ở Việt Nam
Đoạn ở Việt Nam dài 527 km (có tài liệu ghi 543 km). Điểm đầu là biên giới Việt Nam-Trung Quốc tại huyện Mường Tè (Lai Châu). Sông chảy qua các tỉnh Tây Bắc Việt Nam là Lai Châu, Điện Biên, Sơn La, Hòa Bình, Phú Thọ (phân chia huyện Thanh Thủy, Phú Thọ với Ba Vì, Hà Nội). Điểm cuối là ngã ba Hồng Đà, huyện Tam Nông, tỉnh Phú Thọ.
Các phụ lưu trên lãnh thổ Việt Nam gồm Nậm Na (ở tả ngạn), Nậm Mức (ở hữu ngạn).
Lê Quý Đôn viết về sông Đà như sau:"... Sông Đà ở về bên trái sông Mã, phát nguyên từ châu Ninh Viễn tỉnh Vân Nam Trung Quốc, chảy đến bên phải chỗ ngã ba thuộc huyện Kiến Thủy,... (Đoạn này Quý Đôn nói về sông Mê Kông và nhầm 2 sông thông với nhau) ..., về đường chính có một chi chảy xuống làm thành sông Hắc Thủy, chảy qua Tuy Phụ (Mường Tè), Hoàng Nham (Mường Tông), Khiêm Châu đến Mường Lễ thuộc Lai Châu nước ta. Về bên trái là sông Na, từ sông Kim Tử (Kim Thủy Hà (金水河)) châu Quảng Lăng (Mãnh Lạp (勐拉, Meng La)) chảy đến hội tụ, đấy là sông Đà, nước sông trong suốt, chảy xuống các động Phù Tây, Hảo Tế thuộc châu Quỳnh Nhai, về bên trái hợp lưu với Tề Giang chảy qua các xứ Vạn Mỏ thuộc châu Thuận, Vạn châu, Vạn Lộc thuộc châu Mai Sơn, Vạn Thụy, Vạn Giang, Hinh Miêng thuộc châu Mộc đều về bên phải. Đường sông thác ghềnh hiểm trở, gồm 83 thác có tiếng (tên), mà Vạn Bờ là thác nguy hiểm thứ nhất, bờ bên phải là Thượng Động, Hạ Động thuộc châu Mai, bờ bên trái là các động Tân An, Hào Tráng, Hiền Lương, Dĩ Lý thuộc châu Mộc. Hạ lưu, về bên trái chảy qua Vĩnh Điều, Thái Hòa, Vô Song, Sơn Bạn, Tu Vũ, Phượng Mao, Lăng Sương, Đồng Luận, Đoan Thượng, Đoan Hạ, Bảo Khang, Thượng Lạc, Đồng Lâm, La Phù, Hoa Thôn, Thạch Uyển, Quang Bị, Hạ Bì, La Thượng, La Hạ thuộc huyện Bất Bạt, đến Hoàng Cương, Hạ Nông và xứ Gót Nung thuộc huyện Tam Nông hợp lưu với sông Thao."
Dòng chính sông Đà vào Việt Nam ở Mù Cả, Mường Tè. Đoạn đầu sông trên lãnh thổ Việt Nam, sông Đà còn được gọi là Nậm Tè chạy dọc theo biên giới gặp phụ lưu Tiểu Hắc ở Mù Cá, Mường Tè. Phụ lưu Tiểu Hắc vào Việt Nam ở xã Ka Lăng, Mường Tè, chảy dọc theo biên giới về phía Tây và hợp lưu với dòng chính sông Đà ở Mù Cả.
Sông chảy qua Mường Tè sang Nậm Nhùn và thị xã Mường Lay. Đoạn ở Mường Tè và Nậm Nhùn, sông Đà chảy trong thung lũng kẹp giữa 2 dãy núi Pu Si Lung và Pu Đen Đinh. Đoạn qua thị xã Mường Lay, sông chảy trong thung lũng kẹp giữa 2 dãy núi Hoàng Liên Sơn và Su Xung Chảo Chai. Sông chảy dọc theo ranh giới giữa Sìn Hồ (phía Bắc, tả ngạn) và Tủa Chùa (phía Nam, hữu ngạn). Sông chảy tiếp sang địa phận Sơn La ở Quỳnh Nhai, rồi chạy dọc theo ranh giới Quỳnh Nhai, Mường La (phía Bắc, tả ngạn) và Thuận Châu (phía Nam, hữu ngạn). Sông Đà chảy vào sâu Mường La, tại đây nhận thêm nước từ các phụ lưu Nâm Ma và Nậm Chang. Sông chạy dọc theo ranh giới Bắc Yên (phía Bắc) và Mai Sơn (phía Nam), vào sâu Mai Sơn rồi lại dọc theo ranh giới Phù Yên, Đà Bắc (phía Bắc) và Mộc Châu (phía Nam). Sông chảy sâu vào Đà Bắc (Hòa Bình) rồi lại dọc theo ranh giới Đà Bắc (phía Bắc) với Mai Châu, Tân Lạc, Cao Phong (phía Nam). Sông trở lại Đà Bắc rồi chuyển hướng Nam lên Bắc chảy qua giữa thành phố Hòa Bình, dọc theo ranh giới giữa thành phố Hòa Bình, Thanh Sơn, Thanh Thủy, Tam Nông (phía Tây) và Kỳ Sơn, Ba Vì ở (phía Đông). Sông Đà đổ vào sông Hồng ở ngã ba Hồng Đà (Tam Nông), Vĩnh Lại (Lâm Thao) và Phong Vân (Ba Vì), cách chỗ sông Lô hợp lưu với sông Hồng khoảng 12 km.
Sông có lưu lượng nước lớn, cung cấp 31% lượng nước cho sông Hồng và là một nguồn tài nguyên thủy điện lớn cho ngành công nghiệp điện Việt Nam. Năm 1994, khánh thành Nhà máy Thủy điện Hoà Bình có công suất 1.920 MW với 8 tổ máy. Năm 2005, khởi công công trình thủy điện Sơn La với công suất theo thiết kế là 2.400 MW với 6 tổ máy, hoàn thành năm 2012. Năm 2011 khởi công nhà máy thủy điện Lai Châu 1.200 MW với 3 tổ máy, hoàn thành năm 2016 ở thượng nguồn con sông này.
Lưu vực có tiềm năng tài nguyên to lớn với nhiều loại khoáng sản quý hiếm, các hệ sinh thái đặc trưng bao gồm các nguồn sinh vật với mức đa dạng sinh học cao.

## Các cây cầu bắc qua sông Đà
Ở địa phận Việt Nam hiện có các cầu sau bắc qua dòng chính sông Đà:
- Cầu treo đầu nguồn sông Đà (cầu treo Kẻng Mỏ)
- Cầu Pắc Ma
- Cầu Nậm Khao
- Cầu công trình thủy điện Lai Châu
- Cầu Hang Tôm mới (nối huyện Nậm Nhùn của tỉnh Lai Châu và thị xã Mường Lay của Điện Biên)
- Cầu Pá Uôn (huyện Quỳnh Nhai, tỉnh Sơn La)
- Cầu công trình thủy điện Sơn La
- Cầu Vạn Bú (Mường La), huyện Mường La, Sơn La
- Cầu Tạ Khoa (huyện Bắc Yên, tỉnh Sơn La)
- Cầu Hòa Bình (thành phố Hòa Bình, tỉnh Hòa Bình)
- Cầu Hòa Bình 2 (thành phố Hòa Bình, tỉnh Hòa Bình)
- Cầu Hòa Bình 3 (thành phố Hòa Bình, tỉnh Hòa Bình)
- Cầu Đồng Quang nối huyện Thanh Thủy, Phú Thọ và huyện Ba Vì, Hà Nội
- Cầu Trung Hà nối huyện Tam Nông, Phú Thọ và huyện Ba Vì, Hà Nội

## Thủy điện
Sông Đà chảy qua vùng núi cao, có tiềm năng thủy điện lớn.
Trên địa phận Trung Quốc, Trung Quốc đã hoàn thành 6 công trình thủy điện và đang có kế hoạch xây 1 công trình nữa, tất cả đều trên dòng chính của sông Đà, 6 công trình đã hoàn thành bao gồm: Nhai Dương Sơn (Yayangshan), Thạch Môn Khảm (Shimenkan), Long Mã (Longma), Cư Phủ Độ (Jufudu), Qua Lan Than (Gelantan), và Thổ Ca Hà (Tukahe). Công trình đang trong kế hoạch là Tân Bình Trại (Xinpingzhai). Tổng công suất của 6 công trình đã hoàn thành là khoảng 1.300 MW.
Đến năm 2019 trên dòng chính sông Đà thuộc địa phận Việt Nam có các nhà máy thủy điện nêu trong bảng dưới đây, trong đó PLM là công suất lắp máy, tọa độ và vị trí hành chính lấy đại diện ở đập chính.
| Tên thủy điện      | Công suất PLM (MW) | Sản lượng (triệu KWh /năm) | Năm khởi công | Năm hoạt động | Tọa độ                                            | Trên sông    | Vị trí hành chính                                                                      |
| ------------------ | ------------------ | -------------------------- | ------------- | ------------- | ------------------------------------------------- | ------------ | -------------------------------------------------------------------------------------- |
| Hòa Bình           | 1920               | 8160                       | 11/1979       | 12/1994       | 20°48′30″B 105°19′24″Đ / 20,808208°B 105,323278°Đ | Đà           | Tp.Hòa Bình tỉnh Hòa Bình                                                              |
| Sơn La             | 2400               | 9429                       | 12/2005       | 12/2012       | 21°29′47″B 103°59′42″Đ / 21,496389°B 103,995°Đ    | Đà           | xã Ít Ong huyện Mường La tỉnh Sơn La                                                   |
| Lai Châu           | 1200               | 4670                       | 1/2011        | 12/2016       | 22°08′17″B 102°59′02″Đ / 22,137922°B 102,98385°Đ  | Đà           | thị trấn Nậm Nhùn huyện Nậm Nhùn tỉnh Lai Châu                                         |
| Pắc Ma             | 140                | 530                        | 2016          | 2019          | 22°33′58″B 102°31′04″Đ / 22,566145°B 102,517806°Đ | Đà           | xã Mù Cả, Mường Tè và Ka Lăng huyện Mường Tè tỉnh Lai Châu                             |
| Nậm Ban (3 bậc)    | 50                 |                            | 2014          | 2019          | 22°24′05″B 103°06′28″Đ / 22,401304°B 103,107693°Đ | Nậm Ban      | xã Nậm Ban huyện Nậm Nhùn tỉnh Lai Châu                                                |
| Nậm Cát            | 5                  | 18                         |               | 2009          | 22°37′43″B 103°17′27″Đ / 22,628568°B 103,290918°Đ | Nậm Cát      | xã Hoang Thèn huyện Phong Thổ tỉnh Lai Châu                                            |
| Nậm Chiến 1        | 200                | 791                        | 2007          | 2013          | 21°35′37″B 104°08′40″Đ / 21,593544°B 104,144442°Đ | Nậm Chiến    | xã Ngọc Chiến huyện Mường La tỉnh Sơn La                                               |
| Nậm Chiến 2        | 32                 | 132                        | 2007          | 2009          | 21°30′00″B 104°05′27″Đ / 21,500128°B 104,090833°Đ | Nậm Chiến    | xã Chiềng San huyện Mường La tỉnh Sơn La                                               |
| Pá Chiến           | 22                 | 82                         | 2012          | 2013          | 21°28′34″B 104°02′25″Đ / 21,476039°B 104,040272°Đ | Nậm Chiến    | xã Chiềng San huyện Mường La tỉnh Sơn La                                               |
| Mường Mươn         | 22                 |                            | 2018          |               | 21°44′57″B 103°02′21″Đ / 21,749166°B 103,039099°Đ | Nậm Chim     | xã Ma Thì Hồ và Na Sang huyện Mường Chà tỉnh Điện Biên                                 |
| Nậm Chim 1         | 16                 |                            | 2006          | 2010          | 21°20′34″B 104°21′00″Đ / 21,342677°B 104,350098°Đ | Nậm Chim     | huyện Bắc Yên tỉnh Sơn La                                                              |
| Nậm Chim 1A        | 10                 |                            | 2013          | 2015          |                                                   | Nậm Chim     | huyện Bắc Yên tỉnh Sơn La                                                              |
| Nậm Chim 1B        | 10                 |                            | 2016          |               |                                                   | Nậm Chim     | huyện Bắc Yên tỉnh Sơn La                                                              |
| Nậm Chim 2         | 14                 |                            | 2013          | 2015          | 21°18′58″B 104°17′30″Đ / 21,316158°B 104,291768°Đ | Nậm Chim     | xã Chim Vàn huyện Bắc Yên tỉnh Sơn La                                                  |
| Nậm Củm            | 54                 |                            | 2017          | 2019          | 22°31′52″B 102°35′46″Đ / 22,530978°B 102,596181°Đ | Nậm Củm      | huyện Mường Tè tỉnh Lai Châu                                                           |
| Nậm Đích 1         | 18                 | 61,6                       | 2009          | 2021          | 22°14′12″B 103°37′11″Đ / 22,236584°B 103,619826°Đ | Nậm Đích     | xã Khun Há huyện Tam Đường tỉnh Lai Châu                                               |
| Đông Pao           | 6,5                | 27                         | 2019          | 2021          |                                                   | Nậm Đích ?   | xã Bản Hon huyện Tam Đường tỉnh Lai Châu                                               |
| Nậm Giôn           | 20                 |                            | 2007          | 2011          | 21°40′22″B 103°46′18″Đ / 21,67278°B 103,77167°Đ   | Nậm Giôn     | xã Nậm Giôn huyện Mường La và xã Chiềng Ơn huyện Quỳnh Nhai tỉnh Sơn La                |
| Nậm He             | 16                 | 59                         | 2010          | 2014          | 21°57′54″B 103°06′05″Đ / 21,964962°B 103,101254°Đ | Nậm He       | xã Mường Tùng huyện Mường Chà tỉnh Điện Biên                                           |
| Nậm Hồng 1&2       | 16                 |                            | 2011          | 2013          | 21°27′27″B 104°11′35″Đ / 21,4575°B 104,19306°Đ    | Nậm Hồng     | xã Chiềng Công huyện Mường La tỉnh Sơn La                                              |
| Nậm Khốt           | 14                 | 56                         | 2007          | 2011          | 21°37′53″B 104°10′18″Đ / 21,631508°B 104,171764°Đ | Nậm Khắt     | xã Ngọc Chiến huyện Mường La tỉnh Sơn La                                               |
| Hồ Bốn             | 18                 | 73                         | 2008          | 2012          | 21°52′40″B 103°56′31″Đ / 21,877756°B 103,941975°Đ | Nậm Kim      | xã Hồ Bốn huyện Mù Căng Chải tỉnh Yên Bái                                              |
| Khao Mang Hạ       | 30                 |                            | 2013          | 2017          | 21°52′41″B 103°56′35″Đ / 21,87793°B 103,942984°Đ  | Nậm Kim      | xã Khao Mang, Lao Chải, Hồ Bốn huyện Mù Cang Chải tỉnh Yên Bái                         |
| Khao Mang Thượng   | 24,5               | 71                         | 2012          | 2015          | 21°52′03″B 103°59′56″Đ / 21,867566°B 103,999024°Đ | Nậm Kim      | xã Khao Mang huyện Mù Cang Chải tỉnh Yên Bái                                           |
| Mường Kim          | 13,5               | 54                         | 2007          | 2010          | 21°52′33″B 103°55′25″Đ / 21,875909°B 103,923733°Đ | Nậm Kim      | xã Hồ Bốn huyện Mù Căng Chải tỉnh Yên Bái                                              |
| Mường Kim 2        | 10,5               |                            | 2018          | 2020          | 21°52′32″B 103°53′36″Đ / 21,875658°B 103,893396°Đ | Nậm Kim      | xã Mường Kim huyện Than Uyên tỉnh Lai Châu & xã Hồ Bốn huyện Mù Căng Chải tỉnh Yên Bái |
| Nậm La             | 32                 | 128                        | 2007          | 2011          | 21°24′18″B 103°59′01″Đ / 21,404925°B 103,983642°Đ | Nậm La       | xã Chiềng Xôm và Mường Bú huyện Mường La tỉnh Sơn La                                   |
| Suối Lừm 1         | 20                 | 80,3                       |               | 2013          | 21°23′18″B 104°13′52″Đ / 21,3884°B 104,231039°Đ   | Nậm Lừm      | xã Pắc Ngà và Hang Chú huyện Bắc Yên tỉnh Sơn La                                       |
| Suối Lừm 3         | 14                 |                            | 2011          | 2016          | 21°21′41″B 104°12′07″Đ / 21,361513°B 104,202069°Đ | Nậm Lừm      | xã Pắc Ngà huyện Bắc Yên tỉnh Sơn La                                                   |
| Nậm Mở 2           | 12                 | 48,8                       | 2010          | 2013          |                                                   | Nậm Mở       | xã Khoen On huyện Than Uyên tỉnh Lai Châu                                              |
| Nậm Mở 3           | 10                 | 40                         | 2007          | 2009          | 21°19′11″B 104°18′08″Đ / 21,319778°B 104,302153°Đ | Nậm Mở       | xã Khoen On huyện Than Uyên tỉnh Lai Châu                                              |
| Bản Chát           | 220                | 770                        | 2006          | 2013          | 21°51′40″B 103°49′43″Đ / 21,861172°B 103,828589°Đ | Nậm Mu       | xã Mường Kim huyện Than Uyên tỉnh Lai Châu                                             |
| Huội Quảng         | 520                | 1904                       | 1/2006        | 2016          | 21°41′47″B 103°52′39″Đ / 21,696464°B 103,877603°Đ | Nậm Mu       | xã Khoen On huyện Than Uyên xã Chiềng Lao huyện Mường La tỉnh Sơn La                   |
| Nậm Mu 2           | 10,2               |                            | 2015          | 2017          | 21°47′21″B 103°19′29″Đ / 21,789187°B 103,324687°Đ | Nậm Mu       | xã Mường Mùn huyện Tuần Giáo tỉnh Điện Biên                                            |
| Long Tạo           | 42                 | 189                        | 2017          | 2019          | 21°42′51″B 103°12′58″Đ / 21,714051°B 103,216151°Đ | Nậm Mức      | xã Pú Xi huyện Tuần Giáo và Mường Mươn Na Sang Huổi Mí huyện Mường Chà tỉnh Điện Biên  |
| Nậm Mức            | 44                 | 176                        | 2009          | 2014          | 21°47′53″B 103°17′37″Đ / 21,798081°B 103,293494°Đ | Nậm Mức      | xã Mường Mùn huyện Tuần Giáo và xã Pa Ham huyện Mường Chà, tỉnh Điện Biên              |
| Trung Thu          | 30                 | 124                        | 2014          | 2016          | 21°56′14″B 103°15′16″Đ / 21,937197°B 103,254475°Đ | Nậm Mức      | xã Trung Thu huyện Tủa Chùa và xã Pa Ham huyện Mường Chà, tỉnh Điện Biên               |
| Chiềng Ngàm Thượng | 10                 | 41                         | 2011          | 2012          | 21°29′26″B 103°46′50″Đ / 21,490522°B 103,780571°Đ | Suối Muội    | xã Chiềng Ngàm huyện Thuận Châu tỉnh Sơn La                                            |
| Nậm Na 1           | 30                 | 120                        | 2015          | 6/2018        | 22°35′46″B 103°15′36″Đ / 22,596134°B 103,259937°Đ | Nậm Na       | xã Hoang Thèn huyện Phong Thổ tỉnh Lai Châu                                            |
| Nậm Na 2           | 66                 | 254                        | 2009          | 2015          | 22°29′36″B 103°14′02″Đ / 22,493203°B 103,234008°Đ | Nậm Na       | xã Huổi Luông huyện Phong Thổ và xã Phìn Hồ huyện Sìn Hồ tỉnh Lai Châu                 |
| Nậm Na 3           | 84                 | 361                        | 2012          | 2015          | 22°17′55″B 103°09′41″Đ / 22,298508°B 103,161256°Đ | Nậm Na       | xã Chăn Nưa huyện Sìn Hồ tỉnh Lai Châu                                                 |
| Nậm Pàn 5          | 34,5               |                            | 2010          |               |                                                   | Nậm Pàn      | xã Mường Bú huyện Mường La tỉnh Sơn La                                                 |
| Nậm Pay            | 7,5                | 25,3                       | 2014          | 2019          | 21°47′24″B 103°23′43″Đ / 21,79003°B 103,395168°Đ  | Nậm Pay      | xã Nà Tòng huyện Tuần Giáo tỉnh Điện Biên                                              |
| Chiềng Công 1&2    | 8                  |                            | 2009          | 2011          | 21°27′26″B 104°12′37″Đ / 21,457178°B 104,210367°Đ | Nậm Pia      | xã Chiềng Công huyện Mường La tỉnh Sơn La                                              |
| Nậm Pia            | 15                 | 61                         | 2006          | 2009          | 21°26′43″B 104°10′09″Đ / 21,445197°B 104,1691°Đ   | Nậm Pia      | xã Chiềng Hoa huyện Mường La tỉnh Sơn La                                               |
| Suối Sập 3         | 14                 | 51                         | 2008          | 2011          | 21°13′25″B 104°29′44″Đ / 21,223481°B 104,495428°Đ | Sập          | xã Phiêng Ban huyện Bắc Yên & xã Suối Bau huyện Phù Yên                                |
| Sập Việt           | 21                 | 84                         | 2010          |               | 21°01′54″B 104°12′50″Đ / 21,031533°B 104,213836°Đ | Sập          | xã Sặp Vạt huyện Yên Châu tỉnh Sơn La                                                  |
| Nậm Sì Lường 1     | 30                 |                            | 2017          | 2020          | 22°26′33″B 102°50′01″Đ / 22,44241°B 102,833526°Đ  | Nậm Sì Lường | xã Pa Vệ Sử huyện Mường Tè tỉnh Lai Châu                                               |
| Nậm Sì Lường 3     | 21                 |                            | 2017          | 2020          |                                                   | Nậm Sì Lường | xã Pa Vệ Sử và Bum Tở huyện Mường Tè tỉnh Lai Châu                                     |
| Nậm Sì Lường 4     | 20                 |                            | 2017          | 2020          |                                                   | Nậm Sì Lường | xã Pa Vệ Sử và Bum Tở huyện Mường Tè tỉnh Lai Châu                                     |
| Nậm Xá             | 9,6                |                            | 2012          | 2015          | 21°28′33″B 104°11′4″Đ / 21,47583°B 104,18444°Đ    | Nậm Xá       | xã Chiềng Ân huyện Mường La tỉnh Sơn La                                                |
| Nậm Pạc            | 34                 | 150                        | 2018          | 2020          | 22°31′17″B 103°28′10″Đ / 22,521305°B 103,46933°Đ  | Nậm Xe       | xã Nậm Xe và Sin Suối Hồ huyện Phong Thổ tỉnh Lai Châu                                 |
| Xím Vàng 2         | 6,6                | 68                         | 2017          | 2019          | 21°20′34″B 104°21′00″Đ / 21,342677°B 104,350098°Đ | Xím Vàng     | xã Xím Vàng và Hang Chú huyện Bắc Yên tỉnh Sơn La                                      |

## Nước sạch Sông Đà
"Nước sạch Sông Đà" là dự án lấy nước sông Đà cấp về thành phố Hà Nội, nhằm khắc phục những khó khăn trong việc cấp nước sạch từ các nguồn nước ngầm có nguy cơ cạn kiệt ở vùng thành phố. Dự án do Tổng Công ty Vinaconex làm chủ đầu tư, xây dựng từ năm 2004, được nghiệm thu đưa vào sử dụng năm 2009. Dự án thực hiện nâng mức chứa của hồ Đồng Bãi 20°58′38″B 105°21′54″Đ / 20,977152°B 105,365049°Đ  (một số văn liệu viết thành hồ Đồng Bài) ở sườn phía nam núi Ba Vì trong vùng đất xã Phú Minh huyện Kỳ Sơn tỉnh Hòa Bình, đào kênh dẫn nước sông và bơm lên hồ, và dẫn nước từ hồ tới Nhà máy Nước sạch Sông Đà Viwasupco 20°57′54″B 105°23′16″Đ / 20,965034°B 105,387764°Đ rồi chuyển nước theo "đường ống nước sạch sông Đà" về cung cấp khoảng 320.000 m³ mỗi ngày đêm cho khoảng 250.000 hộ dân khu vực tây nam Hà Nội, cỡ 28% nhu cầu nước của thành phố.
Hồ Đồng Bãi là hồ thủy lợi nhỏ được xây dựng từ giữa thế kỷ 20, chặn dòng hợp lưu suối Cũn và các suối nhỏ, với lưu vực cỡ gần 20 km² . Nước sạch Sông Đà coi lưu vực này là "suối đầu nguồn sông Đà". Song nếu xem vị trí hồ Đồng Bãi trên Google Maps thì thấy hồ tiếp nhận nước và cả chất thải của cư dân và các cơ sở công nông nghiệp ở đó, trong số đó có trang trại lợn xây dựng bề thế trên đầu nguồn. Thông thường xả thải hữu cơ diễn ra kéo dài và được pha loãng, thì các quá trình sinh học tự nhiên trong nước hồ xử lý làm giảm bớt các chất thải này, còn trong hệ thống xử lý nước có tiến hành sục clo, đảm bảo an toàn sử dụng. Những người dùng mẫn cảm clo có thể nhận biết các đợt nhà máy tăng cường sục clo khi nước hồ ô nhiễm hơn bình thường.
Tuy nhiên tối 8/10/2019 xảy ra vụ xả dầu thải vào suối đầu nguồn ở nhánh suối Trầm. Hệ thống xử lý đã để lại mùi clo và dầu cao và kéo dài, gây bức xúc trong dư luận .
Những sự cố này cho thấy hệ thống hồ được thiết kế chưa đủ đảm bảo an toàn nước sạch cho người dùng. Mặt khác trong vụ nhiễm dầu thải thì việc khắc phục sự cố và trả lời công luận của công ty cấp nước thì được coi là "rất bị động, chậm trễ". Trong thực tế khi xảy ra sự cố thì Công ty Viwasupco đã huy động lực lượng và biện pháp xử lý, giữ được tạp chất trong nước ở mức thấp. Sự lúng túng là do hiện chưa có quy trình nào xác định cách thức xử lý những sự cố môi trường thuộc dạng như vậy, trong đó những công ty như Viwasupco chỉ có thể báo cáo mà không có quyền huy động lực lượng xã hội cho việc xử lý sự cố.
Đến ngày 17/10 Công an Hòa Bình đã khởi tố vụ án hình sự về tội gây ô nhiễm môi trường theo quy định tại điều 235, Bộ luật hình sự. Những thông tin điều tra ban đầu cho thấy đây là hành vi phá hoại cố ý, với điều khác lạ là dầu thải là dầu thủy lực lấy từ Công ty gốm sứ Thanh Hà tại thị xã Phú Thọ và những người thực hiện là người ở tỉnh khác không có quan hệ gì tới nước sạch Sông Đà .
Lãnh đạo tỉnh Hòa Bình thì cho rằng Công ty Viwasupco đã "lạm dụng hồ Đồng Bãi làm hồ chứa để sản xuất nước sạch cho người dân Hà Nội", mà "không có đóng góp cho kinh tế địa phương", nên đã yêu cầu "làm đường ống kín để lấy nước" và "quyết định thu hồi hồ Đồng Bài". Tình thế như vậy cho thấy lưu vực hồ Đồng Bãi được dành cho phát triển thả cá nuôi lợn đằm trâu, và để có hồ nước sạch thật sự thì Công ty Viwasupco nên chuyển về sử dụng hồ trên đất Hà Nội.